# Triepeolus wilsoni
Triepeolus wilsoni är en biart som först beskrevs av Cresson 1865.  Triepeolus wilsoni ingår i släktet Triepeolus och familjen långtungebin. Inga underarter finns listade i Catalogue of Life.